# Bolbocaffer schimperi
Bolbocaffer schimperi är en skalbaggsart som beskrevs av Renaud Maurice Adrien Paulian 1941. Bolbocaffer schimperi ingår i släktet Bolbocaffer och familjen Bolboceratidae. Inga underarter finns listade.